# Muse
Muse (вимовляється М'юз, з англ. муза) — британський рок-гурт, заснований 1994 року в місті Тінмут, графство Девон. Гурт складається з трьох учасників: Метью Белламі (вокал, гітара, клавішні), Кріса Волстенголма (бас-гітара, бек-вокал), Домініка Говарда (ударні, перкусія).
Загалом Muse видали вісім студійних альбомів, продали понад сім мільйонів примірників своїх альбомів у всьому світі, а також стали володарями нагород MTV Europe Music Awards, Q Awards, NME Awards, Brit Awards, Kerrang! Awards, Grammy та інших, отриманих здебільшого за концертні виступи. Їх передостання платівка Drones отримала премію Греммі як «Найкращий рок-альбом».

Посіли 28 місце у рейтингу «30 найбільш високооплачуваних музикантів у світі за 2014 рік» за версією журналу Forbes, заробивши 34 млн.$, а у 2016 — піднялись до 20-го, заробивши 49 млн.$.

## Історія

### Створення гурту та ранні роки (1992—1997)
На початку дев'яностих Меттью, Домінік та Кріс грали в різних колективах в Тінмутській школі. Формування Muse почалося після того, як Меттью Белламі став гітаристом у гурті Домініка Говарда. Вони опинилися в скрутній ситуації, коли їх другий гітарист Phys Vandit вирішив залишити їх. Тоді вони звернулися до свого друга Кріса Волстенголма з проханням навчитися грати на бас-гітарі (у той час він грав на барабанах у Fixed Penalty). Гурт змінив кілька назв: Gothic Plague, Carnage Mayhem і Rocket Baby Dolls, перш ніж став називатися Muse.
1994 року гурт (під назвою Rocket Baby Dolls) брав участь у місцевій «Битві груп». Їх пісні були відточені в клубах і пабах, виступали вони з розмальованими обличчями (в стилі The Cure), зруйнували під час виступу своє обладнання й перемогли. (Вони були «єдиним справжнім рок-гуртом».) Хлопці вирішили не вступати до університету, а зануритися в музичне середовище. Через тиждень після перемоги, вони змінили свою назву на Muse і почали виступати в місцевих клубах, подібних до «The Cavern» в Ексетері.

### Назва
На питання «Чому Ви назвались Muse?» хлопці не дали однозначної відповіді. Ось декілька цитат про назву:
|                | Я завжди хотів заробляти багато грошей, швидко і не напружуючись.З цієї причини було велике хвилювання. Кожен день писав нову пісню. Була навіть дивна легенда, в якій говорилось, що вся енергія прийшла як 'муза', спустилась з небес; ось звідки ми взяли цю назву. Оригінальний текст (англ.) I have always been stimulated by the idea of making a lot of money, in some easy and fast way. For this reason, there was a lot of ferment. Every day a new song came out. There was even a weird legend that said that all energy had come like a 'muse', descended from the sky; that's where we got our name from. |
| — Метт Белламі | |

### Перші EP і альбомShowbiz(1998—2000)

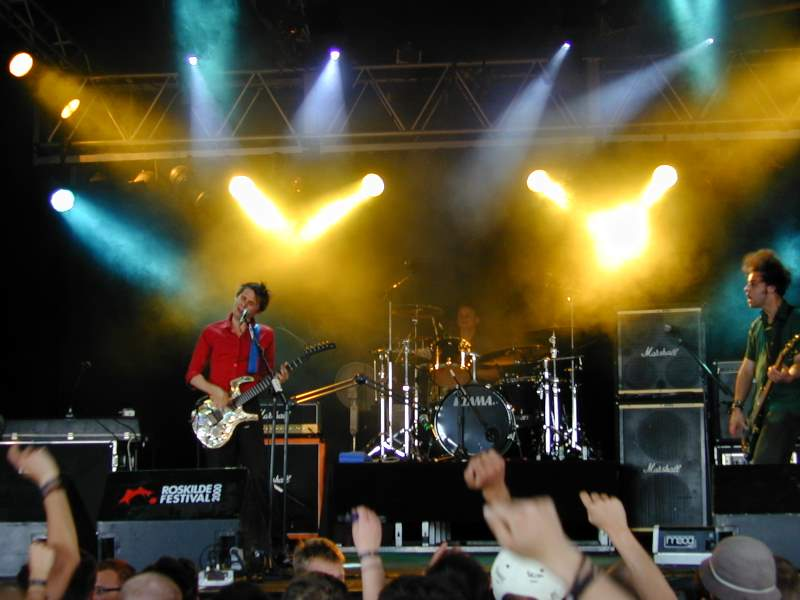
Muse на фестивалі у місті Роскілле (Данія) в 2000 році.

Незважаючи на успіх їхнього другого мініальбому, британські лейбли скептично ставилися до Muse, здебільшого впевнені в тому, що звучання Muse було схоже на музику гурту Radiohead (а також The Bends).
Після кількох років формування спільноти прихильників у Лондоні, Muse зіграли свої перші шоу в Лондоні й Манчестері. Група мала важливу зустріч з Деннісом Смітом, власником Sawmills Studios, студії звукозапису, розташованої у будівлі водяного млина в графстві Корнуолл, Англія. Наслідком цієї зустрічі було підписання контракту та випуск перших студійних записів й вихід однойменного EP на лейблі Sawmill під назвою «Dangerous». Їхній наступний мініальбом, Muscle Museum EP, привернув увагу впливового музичного журналіста Стіва Ламаска (Steve Lamacq) і музичного тижневика NME.
Осінню 1998 року представники Columbia Records попрохали Muse приїхати до Лос-Анджелесу на прослуховування. 23 листопада 1998 вони приголомшливо відіграли перед Тімом Дівайном (представником Columbia) та Ріком Рубіним, який попросив затриматися гурт ще на декілька днів аби познайомитись ближче. Але по поверненню в готель, їх агент Сафта Джеффері отримав листа від Гая Осірі (Guy Oseary) — керівника лейблу Мадонни Maverick Records, який вимагав аби гурт затримався в ЛА ще на день та відіграв перед Maverick. Тож наступного дня Muse виступили перед Осірі та Стівом Джонсом із Sex Pistols. Після двох відіграних пісень, Гай Осірі запропонував їм контракт. Це було удачею для гурту, оскільки дозволило їм зберегти індивідуальність звучання на ранніх етапах кар'єри. Американський лейбл організував ще кілька виступів Muse у США перед тим, як підписати з ними контракт. Напередодні Різдва 1998 року Maverick знов запросили гурт в ЛА, щоб підписати контракт з Taste Media для США, Канади та Мексики. Виник лейбл Taste Media у 1996 році і його засновником був Сафта Джеффері (група лишалася з Taste Media протягом запису перших трьох альбомів).
Після повернення зі Сполучених Штатів Taste Media уклав для Muse угоди з різними лейблами в Європі і Австралії. Джон Лекі, який був продюсером вищезгаданих The Bends, Stone Roses, «Дивного Ела» Янковика і The Verve, був залучений до створення першого альбому гурту, Showbiz. Альбом показав агресивний стиль групи, маючи в своїх текстах, крім всього іншого, багато посилань на труднощі, які їм довелося пережити в місті Тінмуті.
Вихід цього альбому супроводжувався виступами на розігріві в турах Foo Fighters і Red Hot Chili Peppers Сполученими Штатами. У 1999 і 2000 роках Muse грали на великих музичних фестивалях в Європі та виступали в Австралії, поступово збираючи велику спільноту прихильників по всій Європі.

### Origin of Symmetry(2001—2002)
Їхній другий альбом, Origin of Symmetry, також спродюсований Леккі, мав важче, темніше рок-звучання завдяки перенасиченій бас-гітарі Волстенхолма. В деяких композиціях, таких як «Space Dementia», чути елементи класичної музики. Випущений 13 червня 2001 року.
Гурт експериментував з незвичайними інструментами — церковним органом, мелотроном і розширеною ударною установкою. У альбомі було вже більше високих протяжних вокальних пасажів Белламі, арпеджійованої гітари і характерної для Muse гри на фортепіано, натхненниками якої були піаністи романтизму, особливо росіяни Рахманінов і Чайковський. Також відчувається вплив мінімалістів, таких як Філіп Ґласс. Белламі говорить, що на звучання їхньої гітари чинили вплив Ned's Atomic Dustbin, Джиммі Хендрікс і Том Морелло (з гуртів Audioslave і Rage Against the Machine), що помітно у рифованих піснях на Origin of Symmetry і в частому використанні Белламі пристроїв для зміни тону у своїх гітарних соло.
Загалом ексцентричність рок-стилю Muse нагадує рок-гурт Queen, та це більше стосується їхньої поведінки на сцені, а саме схожості Белламі за харизмою з гітаристом Queen Брайаном Меєм.
Альбом міг би допомогти Muse сильно вплинути на американську музичну сцену, та в Maverick Records мали певні упередження щодо стилю вокалу Белламі (називаючи його «не дуже прийнятним для радіо»), і попросили Muse змінити деякі їхні пісні спеціально для американського релізу альбому. Ображені учасники гурту відмовилися й залишили Maverick, відклавши цим вихід Origin of Symmetry у США (Muse випустили цей альбом у Сполучених Штатах 20 вересня 2005 року).
Навздогін альбому Muse випустили Hullabaloo Soundtrack, DVD з їхнім виступом у Le Zenith (Париж) 2001 року. Також була видана подвійна збірка не оприлюднених раніше треків і записів деяких пісень з виступу в Le Zenith. Подвійний сингл «Dead Star/In Your World» став відходом від величного оперного стилю Origin of Symmetry. Сингл зустрів суперечливу реакцію фанів, втім прийнятні для радіо довжина і стиль пісень допомогли залучити багато нових прихильників.
З лютого 2001 по серпень 2002 року тривав тур у підтримку цього альбому. У кожному шоу, Метт розбивав на сцені гітари, які коштували по 150 фунтів. Ці гроші він викладав з власної кишені.
10 вересня 2001 р. Muse одразу після концерту в Нью-Йорку, в Mercury Lounge, подалися до аеропорту, щоб вилетіти до Бостона. Якби вони зареєструвалися на ранковий рейс і залишилися ночувати, то в той момент, коли літаки врізалися у Всесвітній торговий центр, вони були б у готелі на Східній стороні Мангеттена.
На Reading 2002 «Muse» затрималися з виходом на сцену на декілька хвилин, ризикуючи тисячею фунтів власного гонорару, якщо виступ почнеться невчасно, тому що Метт загубив свій «щасливий» пояс зі слониками, дарунок від фана, який він зазвичай надягав на найвідповідальніші концерти.

### Absolution(2002—2006)
У 2003 році вийшов новий студійний альбом, Absolution. Продюсером став Річ Кості (Rich Costey) (який раніше працював з Rage Against the Machine). Альбом продемонстрував продовження експериментів, що почалися в Origin of Symmetry.
Muse продовжили домішувати класичні елементи до свого хард-рокового звучання, тож загальний ефект вийшов чимось схожим на музику Вагнера, особливо в таких композиціях, як «Butterflies and Hurricanes». Червоною ниткою через увесь альбом іде тема кінця світу і реакція на це.
Це походить в основному з зацікавлення Белламі у глобальній змові, теології, науці, футуризмі, обчисленнях і надприродному. Белламі цікавить тероризм, його причини і глобальні змови навколо цього явища, що викликано смертю його дядька від рук ІРА. Наприклад, пісня «Ruled By Secrecy» бере свою назву від новели Джима Марса Rule By Secrecy про таємниці урядів великих держав; та й взагалі досить багато слів у цьому альбомі несуть політичний підтекст.
Схожі теми чіпалися і в Origin of Symmetry: пісня «Space Dementia» названа за видом психічного розладу, виявленого в деяких астронавтів, що довго перебували в космосі, пісня «New Born» (також з Origin of Symmetry) посилається на уявлення про майбутнє, де технології мають згубний вплив на суспільство.
Нарешті одержавши схвалення від мейнстрімових критиків у Британії, а також підписавши угоду з новим американським лейблом, Muse поїхали у свій перший міжнародний стадіонний тур. Він тривав близько року. Muse відвідали Австралію, Нову Зеландію, США, Канаду і Францію. Невдовзі потому гурт видав п'ять синглів.
Концерт на фестивалі в Гластонберрі в червні 2004 Белламі описував як «Найкращий виступ в нашому житті», однак невдовзі після концерту батько ударника Домініка Говарда, Білл Говард, який прийшов на фестиваль подивитися на гурт, помер від серцевого нападу. «Це було найсильніше почуття чогось досягнутого, яке ми коли-небудь вічували», сказав Белламі. «Це був якийсь сюрреалізм, що його батько помер через годину після виступу. Це було майже неймовірно. Ми провели близько тижня з Домініком, намагаючись його підтримати. Я думаю, він був щасливим, що його батько нарешті побачив його, та ще й, певно, у найкращий момент існування гурту.» Завдяки підтримці одногрупників і родини Говард вирішив лишитися з гуртом.
Muse продовжили свій тур. Останніми виступами стали шоу в США та на арені Ерлс Корт в Лондоні, де гурт зіграв додатковий концерт через величезний попит на квитки. Гурт отримав дві нагороди MTV Europe: «Найкращий альтернативний гурт» і Нагороду Q за «Найкращий живий виступ».
9 квітня, під час вступу до Citizen Erased на концерті в Атланті Метт поранив себе гітарою. Він спробував грати далі, але гурт був змушений зупинити шоу, коли хлопці побачили, що кров не зупиняється. Врешті-решт Метту на губу наклали три шви.
Наприкінці 2004 року Vitamin Records видала альбом-триб'ют гурту Tallywood Strings під назвою The String Quartet Tribute to Muse. До нього увійшли акустичні струнні версії деяких пісень Muse. На церемонії BRIT Awards 2005 Muse отримали нагороду за найкращий живий виступ.
Гурт завершив турне в січні 2005 року, та ще відвідав США в квітні й травні, оскільки їхня популярність у Сполучених Штатах значно зросла. В цьому турне Метью розбив 140 гітар, за що у 2012-му потрапив до Книги рекордів Гіннеса.
У квітні 2005 року було видано DVD-біографію гурту під назвою Manic Depression, однак самі музиканти не брали участі в проекті, тож правдивість інформації з диску не підтвердили.
2 липня 2005 року Muse взяли участь у концерті Live 8 в Парижі, де виконали пісні «Time is Running Out» і «Hysteria».
12 грудня 2005 року видано інший DVD, Absolution Tour, який містив відредаговані та заново змонтовані найкращі епізоди з фестивалю Ґластонбері 2004 року, та не видані раніше епізоди з виступів в Ерлс Корт, на стадіоні Вемблі і Wiltern Theatre в Лос-Анджелесі. Однак з оригінального видання BBC три пісні було вирізано: «Interlude» і «Stockholm Syndrome», — з невідомих причин (можливо, через нестачу місця на диску), а «Citizen Erased» вилучили, бо вона закінчувалася переходом до пісні «Take a Bow», яка стала початковим треком наступного альбому гурту «Black Holes and Revelations». Однак «Stockholm Syndrome» увійшов до нарізки з Ерлс Корт. Дві композиції, «Endlessly» і «Thoughts Of A Dying Atheist», є прихованими треками на DVD з шоу на арені Вемблі. Absolution став золотим у США.

### Black Holes and Revelations(2006—2008)

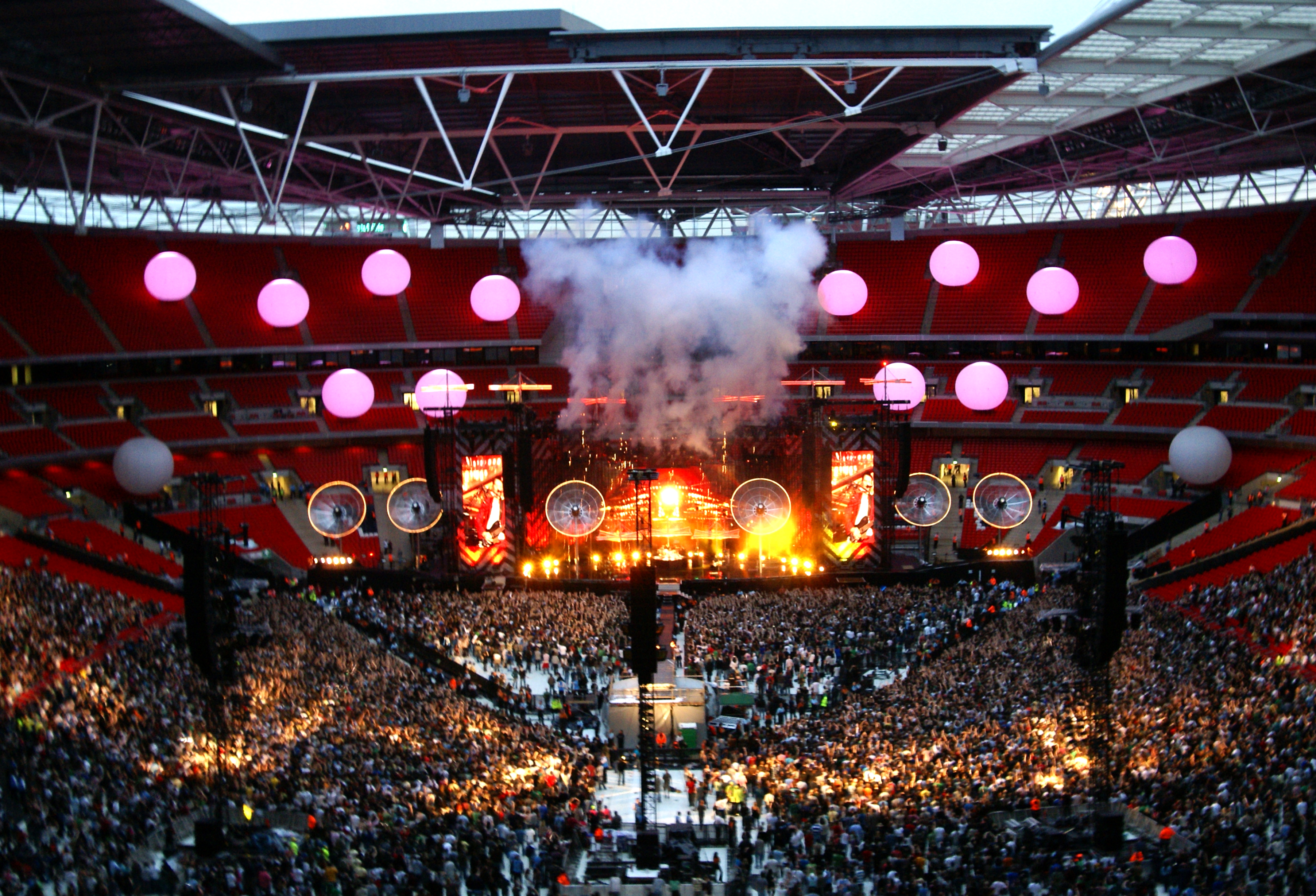
Виступ Muse на стадіоні Вемблі, 2007

Після відпочинку від виснажливого туру в серпні 2005 року гурт знову повернувся до запису диску, хоча серйозна робота розпочалася лише у вересні. Альбом писали до весни 2006 року з кількома перервами на свята. Група оголосила про його вихід у травні 2006 року. Продюсером альбому знову ж-таки став Річ Кості. Диск було названо Black Holes and Revelations. Невдовзі після цього альбом потрапив до Інтернету. Завершений альбом на японському ринку видано 28 червня 2006 року з додатковим треком, «Glorious», якого немає в жодному іншому варіанті релізу (хоча він доступний на замовлення через iTunes). В Європі альбом видано 3 липня 2006 року, а в Північній Америці — 11 липня 2006 року. У Великій Британії він сягнув першої позиції в чарті, як і майже в усій Європі і в Австралії. У США він також мав значний успіх, діставшись дев'ятої позиції у чарті альбомів Billboard 200. Альбом отримав нагороду Platinum Europe після продажу мільйону копій на всьому континенті, а сам гурт знову отримав Нагороду Q за найкращий живий виступ.
Назва альбому й основні його теми є наслідком захоплення гурту космосом, Марсом, Откровенням Іоанна Богослова (Книгою Апокаліпсису) і Чотирма вершниками Апокаліпсису. Дизайнером обкладинки став Сторм Торґерсон. На ній зображено поверхню Марса, чотирьох чоловіків, що сидять круг столу, і чотирьох маленьких коників на ньому.
Перший сингл з альбому, «Supermassive Black Hole», спочатку було видано лише як окремий трек для завантаження з Інтернету. Це сталося 9 травня 2006 року. Реакція на нього була неоднозначною, оскільки сингл репрезентував значний відхід від попереднього стилю гурту. Повна версія синглу в Інтернет-варіанті була випущена 12 червня, а CD-реліз відбувся 19 червня. Варіант на диску, окрім основної композиції, містив трек «Crying Shame». Другий сингл, «Starlight», видано 4 січня 2007 року. «Knights of Cydonia» вийшов лише як радіо-сингл для США (13 червня 2006 року), і як CD/вініловий сингл у Великій Британії (27 листопада 2006 року). Він супроводжувався гумористичним шестихвилинним відео, знятим у Румунії.
2 листопада 2006 року Muse виграли нагороди Найкращого альтернативного гурту і Найкращого живого виступу 2006 року на MTV European Music Video Awards у Копенгагені, де виконали пісню «Starlight». Джастін Тімберлейк, оголошуючи нагороди, сказав, що Muse завдяки своєму виконанню «Starlight» були найкращим гуртом усього шоу, а вокаліст The Killers Брендон Флауерс згадав Muse, отримуючи нагороду Найкращого рок-гурту, сказавши, що вона мала б належати саме Muse. У лютому 2007 року гурт отримав нагороду BRIT award за найкращий живий виступ, тоді як у двох інших номінаціях (Найкращий альбом і Найкращий британський гурт) Muse поступилися гурту Arctic Monkeys.

Афіша київського концерту Muse

Гурт продовжив виступати наживо 13 травня 2006 року на BBC Radio 1, після чого була велика кількість виступів на телебаченні. Власне тур розпочався одразу перед виходом альбому. Переважно це були виступи на фестивалях, найпомітнішим з яких було шоу на Reading and Leeds Festivals, де вони були хедлайнерами.
Група провела листопад і більшу частину грудня 2006 року в турне Європою разом з британським гуртом The Noisettes. Після того тур продовжився в Австралії та Південно-Східній Азії. Турне тривало до кінця літа. Наймасштабнішим виступом став концерт для приблизно 90 000 глядачів на щойно відремонтованому стадіоні Вемблі 16 червня 2007 року. Квитки на цей виступ розпродалися дуже швидко, тому 17 червня провели додаткове шоу. 

7 липня 2007 року відбувся концерт на фестивалі Oxegen в Ірландії, за який пізніше Muse отримали нагороду «Meteor Music Awards» у номінації «Найкращий міжнародний живий виступ».
У 2007 році їхня пісня «Shrinking Universe» була використана в трейлері до фільму 28 тижнів потому.
13 жовтня 2007 року Muse виступили у Києві у рамках туру «Black Holes and Revelations».
Восени 2008 сталася незвичайна подія: 25 вересня Плінмутський університет вручив всім учасникам гурту почесну ступінь доктора мистецтв.

### The Resistance(2009—2011)

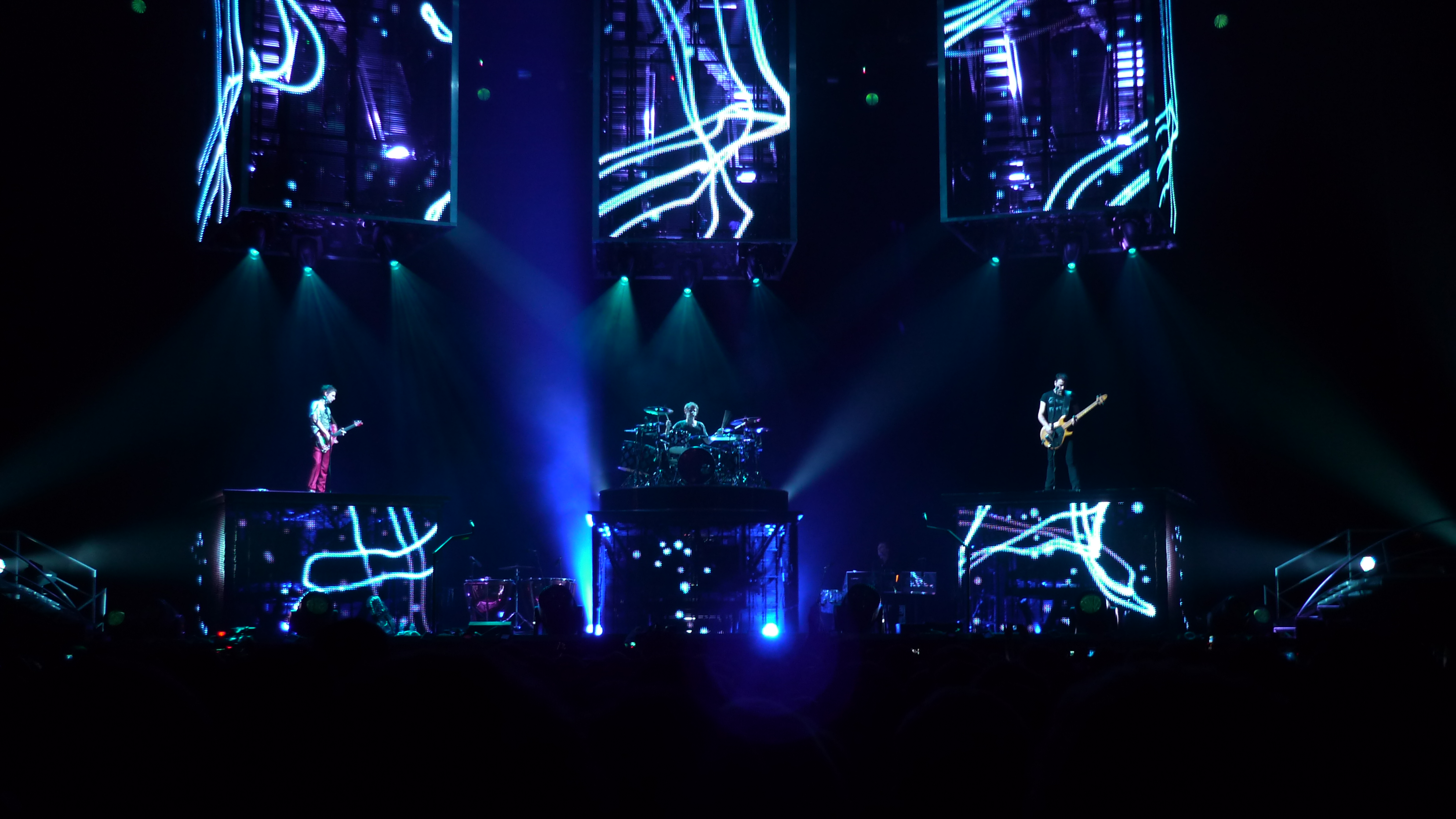
Концерт у Тулузі (Франція) в 2009 році

В інтерв'ю для журналу «Rock Mag» у травні 2008 (опубліковано в липневому номері) Меттью Белламі підтвердив інформацію про початок роботи над новим альбомом. Частина пісень мала звучати в електронному або танцювальному ключі, частина — бути скоріше симфонічною або класичною. Музиканти навіть запросили оркестр для запису нового альбому. Також Меттью заявив, що для досягнення більшої свободи у звучанні вони будуть продюсувати альбом самостійно. По його ж словам, натхненням на написання цього альбому став антиутопічний роман Джорджа Орвела «1984».
The Resistance був виданий в вересні 2009 року і став першим альбомом, який був спродюсований самим гуртом. Зведенням займався Марк Стент. За перший тиждень було продано 451 000 копій альбому, що стало рекордом для гурту і для Великої Британії того року. The Resistance дебютував на першому рядку в чартах 19 країн і досяг третьої сходинки в американському чарті. Це був найкращий результат, ліпший, ніж у попереднього альбому. Перший сингл, «Uprising», було видано на тиждень раніше.
В грудні 2009 року Ватикан оприлюднив список «богоугодних» музичних композицій. У цей хіт-парад, разом із Моцартом і диском самого Папи Римського Бенедикта XVI потрапили й «Muse» з композицією «Uprising».
Того ж року, гурт переміг у номінації «Найкращий концертний гурт у світі на сьогодні» премії журналу Q та отримав нагороду «Найкраща обкладинка вінілового альбому». У 2011 році Muse отримали першу статуетку «Греммі» за «Найкращий рок-альбом».

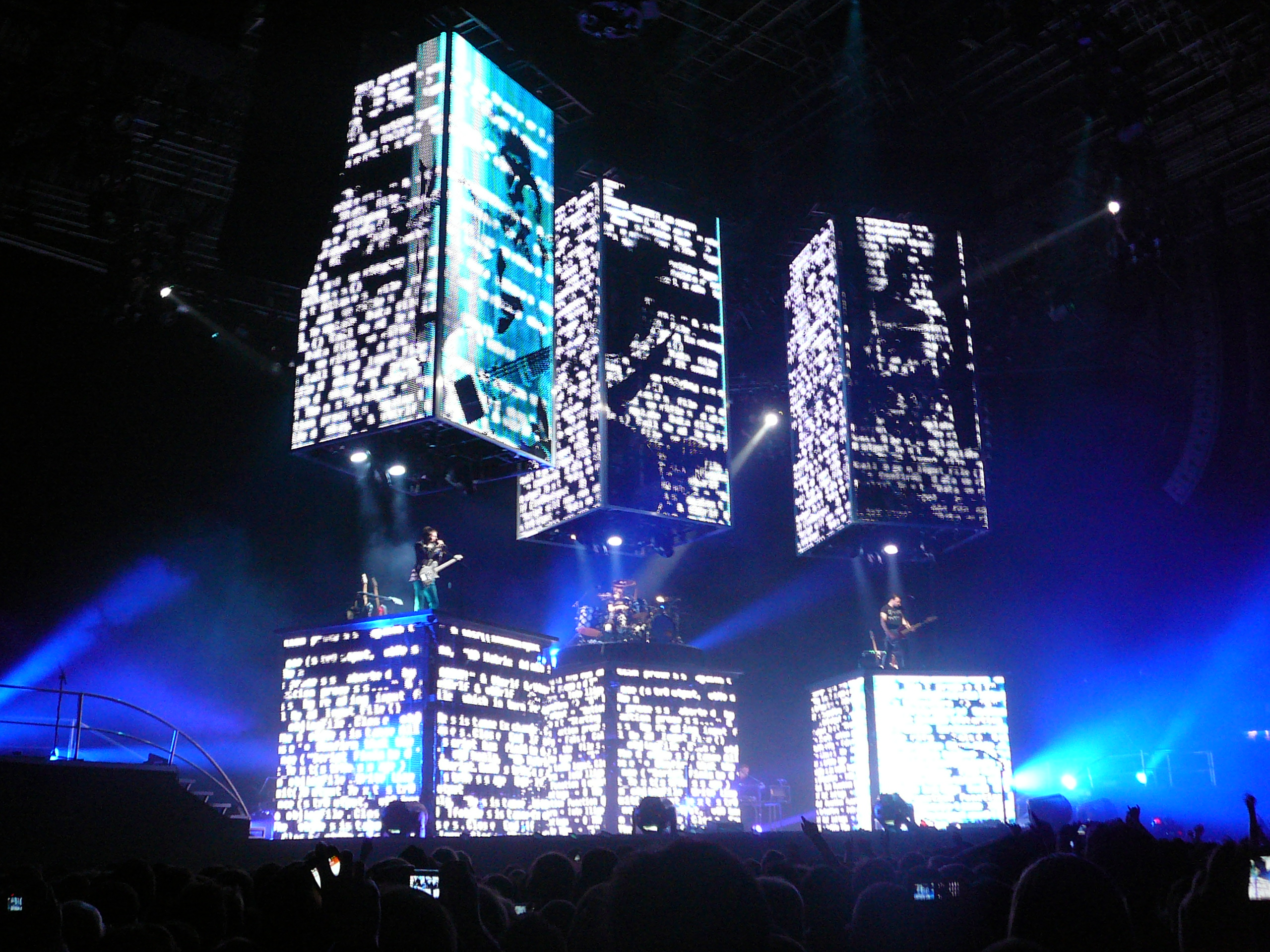
Виступ у Бірмінгемі в рамках The Resistance Tour

The Resistance Tour розпочався концертом 22 жовтня 2009 на Hartwall Arena у Фінляндії. Об'їхавши всю Європу за осінні місяці, музиканти після новорічних свят взяли участь в австралійському фестивалі Big Day Out. У лютому-квітні 2010 року Muse вирушили в тур по Америці. Після короткого відпочинку, який завершиться 25 травня невеликим концертом у Парижі, почнеться масштабний фестивально-стадіонний літній тур групи, в рамках якого вони стануть учасниками багатьох фестивалів, зокрема Rock in Rio, Coachella, Гластонбері-2010, Coke Live Festival. Остання дата туру 28 серпня 2011 року — концерт в Англії. В рамках цього туру MUSE дали концерт в Києві 24 травня 2011 року в Палаці Спорту, де фронтмен з'явився у вишиванці.

Видано такі сингли з цього альбому:
- «United States of Eurasia» (промо-сингл)
- «Uprising»
- «Undisclosed Desires»
- «Resistance»
- «Exogenesis: Symphony»

17 травня вийшов новий сингл під назвою «Neutron Star Collision (Love Is Forever)». Ця пісня стала саундтреком до нового фільму «Сутінкової Саги» «Затемнення», але ні до однієї збіркки чи альбому не входить. Пісня «Uprising» звучить у трейлері нового фільму Джеймса Менгольда «Лицар дня», головні ролі в якому виконують Том Круз та Кемерон Діаз.

У липні 2010, шанувальник Muse takeabow19 [Архівовано 13 квітня 2015 у Wayback Machine.] змонтував повнометражний документальний фільм з виступів та інтерв'ю про гурт під назвою Muse: The Movie, який хлопці схвалили, отримавши копії.

### The 2nd Law(2012—2014)

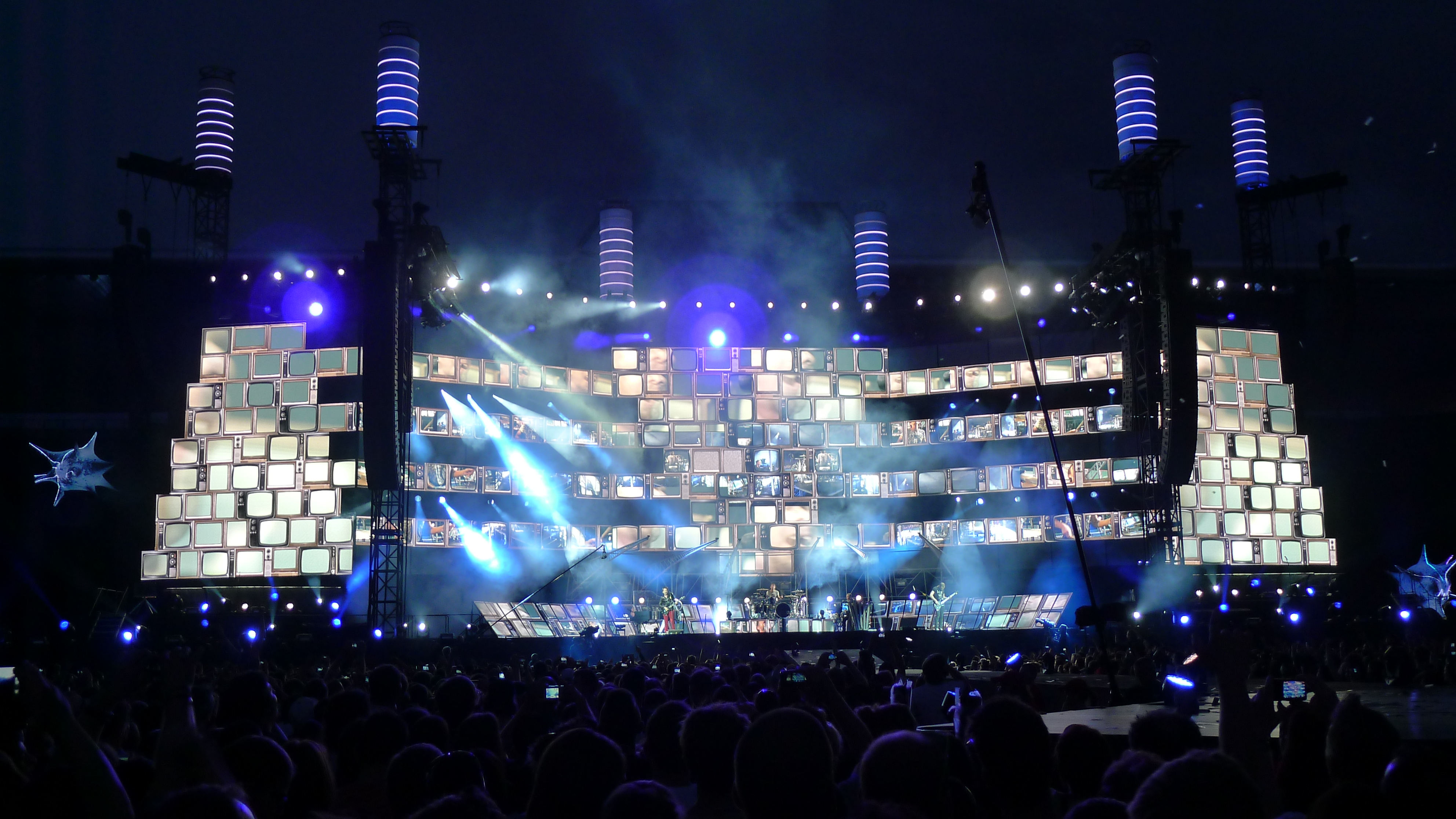
Сцена під час концерту в Берні, (Швейцарія) у 2013 році.

У травні 2011 колектив заявив про наміри випустити новий альбом у 2012 році, зазначивши, що Белламі вже демонстрував Говарду і Волстенхолму перші ідеї пісень.
6 червня 2012 року на офіційному каналі YouTube з'явився трейлер шостого альбому, а в кінці червня стало відомо про те, що офіційним гімном літніх Олімпійських ігор у Лондоні стане композиція «Survival», взята з нового альбому. Пісня стала головною темою і для міжнародних телевізійних заставок Олімпійських ігор.
Восени того ж року Muse розпочали світове турне «The 2nd Law World Tour», яке завершилось у квітні 2014 року. А виступ у Римі був відзнятий у форматі 4К, та створено концертний альбом і відео під назвою «Live at Rome Olympic Stadium».
До цього альбому видано такі сингли:
- «Survival»;
- «Madness»;
- «Follow Me»;
- «Supremacy»;
- «Panic Station».

2013 року гурт було одразу двічі номіновано на премію Греммі: «Найкращий рок-альбом» (Best Rock Album) — за «The 2nd Law» та «Найкраща рок-пісня» (Best Rock Song) — за другий сингл з цього альбому. За п'ятий сингл із цього альбому, пісню «Panic Station», групу було номіновано на премію Греммі «Найкраща рок-пісня» (англ. Best Rock Song) наступного, 2014 року.
Від 1999 до 2014 року, Muse зіграли загалом 1220 концертів.

### Drones(2015—2016)

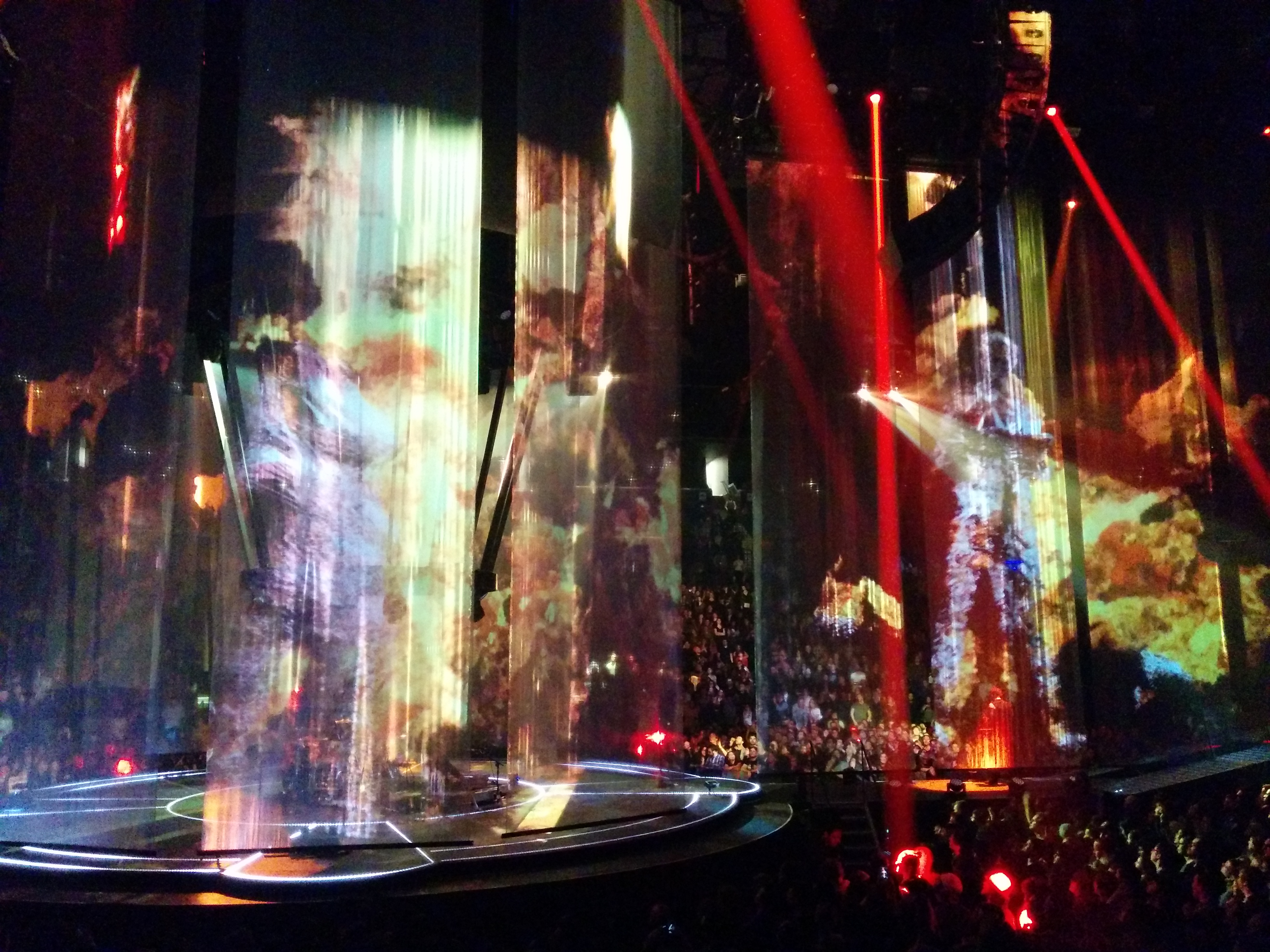
Виступ Muse у Брукліні в рамках The Drones World Tour

У квітні 2014 гурт повідомив, що невдовзі розпочне роботу над сьомим студійним альбомом.

Альбом записувався з продюсером Маттом Лангом  і, за словами Белламі, повертається до звучання більш ранніх альбомів, зокрема пісні Citizen Erased з їхнього другого альбому, позбувшись експериментів останніх двох альбомів. 
Темами альбому стали глибинна екологія, емоційний розрив і третя світова війна.   У жовтні того ж року завершена перша сесія запису нового альбому .
На початку 2015 на офіційному акаунті гурту в Instagram [Архівовано 23 липня 2015 у Wayback Machine.] оголошено назву нового альбому — Drones .
З 15 по 24 березня 2015 року тривав Psycho Tour, концерти якого відбувалися в невеликих залах Великої Британії та США.
А в травні розпочався The Drones World Tour — гастрольний тур на підтримку альбому.
Вихід альбому відбувся 5 червня 2015 року у Європі та 8 червня у Великій Британії під лейблами Warner Bros. Records та Helium-3.
Альбом номінований на премію Греммі як «Найкращий рок-альбом».
Сингли цього альбому:
- «Psycho» — 12 березня 2015 року (промо-запис);
- «Dead Inside» — 23 березня[56], а відеокліп — 28 квітня[57];
- «Mercy» — 18 травня[58] (лірик-відео), а відеокліп — 8 червня[59];
- «Reapers» — 29 травня[60](лірик-відео);
- «The Handler»— 2 червня[61](лірик-відео);
- «[JFK]» + «Defector» — 3 червня[62](лірик-відео);
- «Revolt» — 17 листопада[63].

Наприкінці осені, журнал Forbes розмістив Muse на 28 місці у рейтингу «30 найбільш високооплачуваних музикантів у світі», адже за 2015 рік вони заробили 34 млн.$.
Через технічні труднощі, які виникли ще на концерті в Х'юстоні (затримка транспорту з обладнанням та його подальше налаштування, відсутність звуку деяких інструментів у піснях), 2 концерти у Лас Вегасі та Сан-Дієго, які мали відбутися 6 і 16 грудня відповідно, перенесені аж на 9 і 7 січня 2016 року.
2 липня 2016 Метью Белламі в Твітері відповів на декілька повідомлень, де говорив про можливість проведення «туру з раритетами» або «за бажанням», в якому шанувальники самі обирають пісні, які будуть звучати на концерті. А вже 6 червня на офіційній сторінці ВКонтакті розмістили запис, в якою пропонували коментарем обрати пісню з їх списку, яку вони зіграють на київському фестивалі U-Park Festival, про який було оголошено ще 12 лютого.
8 липня 2016 року Muse завітали до України і зіграли дві вибрані пісні «за бажанням» — «Assassin» та «Butterflies & Hurricanes».
 У річному підсумковому списку «ТОП-10 популярних закордонних виконавців 2016 року в Україні» за версією Karabas.com, Muse посіли перше місце. 21 серпня у Кракові відбувся останній концерт туру.

### Simulation Theory(2017— теперішній час)
2 лютого 2017 року, Muse оголосили про тур по Північній Америці разом із Thirty Seconds to Mars та PVRIS, метою якого було завітати до маленьких міст Північної Америки. 11 травня повідомили про вихід нового синглу під назвою «Dig Down», продюсером якого став Майк Елізондо. Реліз синглу і відеокліпу відбувся 18 травня. Видання Rolling Stone охарактеризувало стиль пісні, як госпел рок. Режисером кліпу виступив Ланс Дрейк (англ. Lance Drake), котрий прокоментував цю роботу так:
|  | Пісня про виживання і боротьбу з труднощами — коли я почув її, я знав, що хочу зробити розповідь в стилі екшн. Оригінальний текст (англ.) The song is about survival and fighting the odds — when I heard this song I knew I wanted to do an action packed narrative. |

Головною героїнею стала модель Лорен Вассер (англ. Lauren Wasser), котрій ампутовали ногу через синдром токсичного шоку.
3 липня 2017 року, Muse анонсували благодійний виступ з піснями за запитом (англ. by request show) у лондонському Shepherd's Bush Empire, який відбувся 19 серпня. Виручені гроші пожертвували організації The Passage, яка допомагає бездомним. Купуючи квиток, фани голосували за пісні, які хотіли почути на концерті.
 Тож Muse зіграли 10 пісень, що набрали найбільшу кількість голосів. Туди увійшли три пісні, які не грали більше десяти років і бі-сайдна пісня Easily (з релізу синглу «Starlight»), яка до цього не виконувалась наживо. Також, у сетлисті були такі рідкісні пісні, як «New Born» і «Yes Please».
- 1 Showbiz (вперше з 2006 року)
- 2 Muscle Museum
- 3 Assassin
- 4 Fury
- 5 Dead Star (вперше з 2006 року)
- 6 Citizen Erased
- 7 Easily (вперше, дебют)
- 8 Sing For Absolution (вперше з 2007 року)
- 9 Glorious (вперше з 2005 року)
- 10 Butterflies and Hurricanes

Muse втретє стали хедлайнерами фестивалю Reading 2017 і виступили в останній день, 27 серпня. Вони запросили Браяна Джонсона і зіграли пісню Back in Black.

У 2018 отримали нагороду NME Awards як «Найкращий фестивальний хедлайнер» і прокоментували це так:
|                 | Цю нагороду має отримати Браян Джонсон, найкращий рок-співак всіх часівОригінальний текст (англ.) This award should go to Brian Johnson, the best rock singer of all time. |
| — Метью Белламі | |

15 лютого 2018 вийшов новий сингл «Thought Contagion», що розповідає про те, «як думки, ідеї та переконання інших людей можуть іноді впливати на ваш розум, проникати в вашу голову і міняти ваш світогляд». Продюсером треку став Річ Кості. Також, було оголошено, що восьмий альбом планується випустити восени 2018 чи на початку 2019-го.
3 травня Muse оголосили про показ музичного фільму «Muse: Drones World Tour», що відбудеться виключно 12 липня по всьому світу. В Україні показ відбудеться в київських кінотеатрах «Україна», «Київ» та мережі «Планета Кіно» (включаючи показ у Києві, Львові, Одесі і Харкові).
Наступний сингл «Something Human» випущено 19 липня разом з відеокліпом. Пісня «The Dark Side» опублікована 30 серпня, разом з оголошенням назви нового альбому та списку композицій в ньому — Simulation Theory. Сингл і відеокліп «Pressure» вийшов 27 вересня 2018 року.
Альбом «Simulation Theory» вийшов 9 листопада 2018 року на CD, вінілових платівках, компакт-касетах, а також доступний для цифрового завантаження і потокового прослуховування, та має звичайну версію (11 композицій), Deluxe-видання (16 композицій) і Super Deluxe бокс-сет з двома CD і двома 12" (на яких по 21 композиції), книгою з текстами та раннім доступом до квитків майбутнього туру.. Робота отримала отримав змішані відгуки, але станом на початок 2019 вже здобула статус платинового у Франції і срібного у Великій Британії.
На початку жовтня 2018, гурт оголосили світове турне, що, в більшості, охопить Європу та Північну Америку. Квитки на три концерти у Франції (Париж, Бордо, Марсель) в перший день з початку продажів було розпродано. Турне починається 22 лютого у Х'юстоні.

## Склад гурту

### Офіційний склад

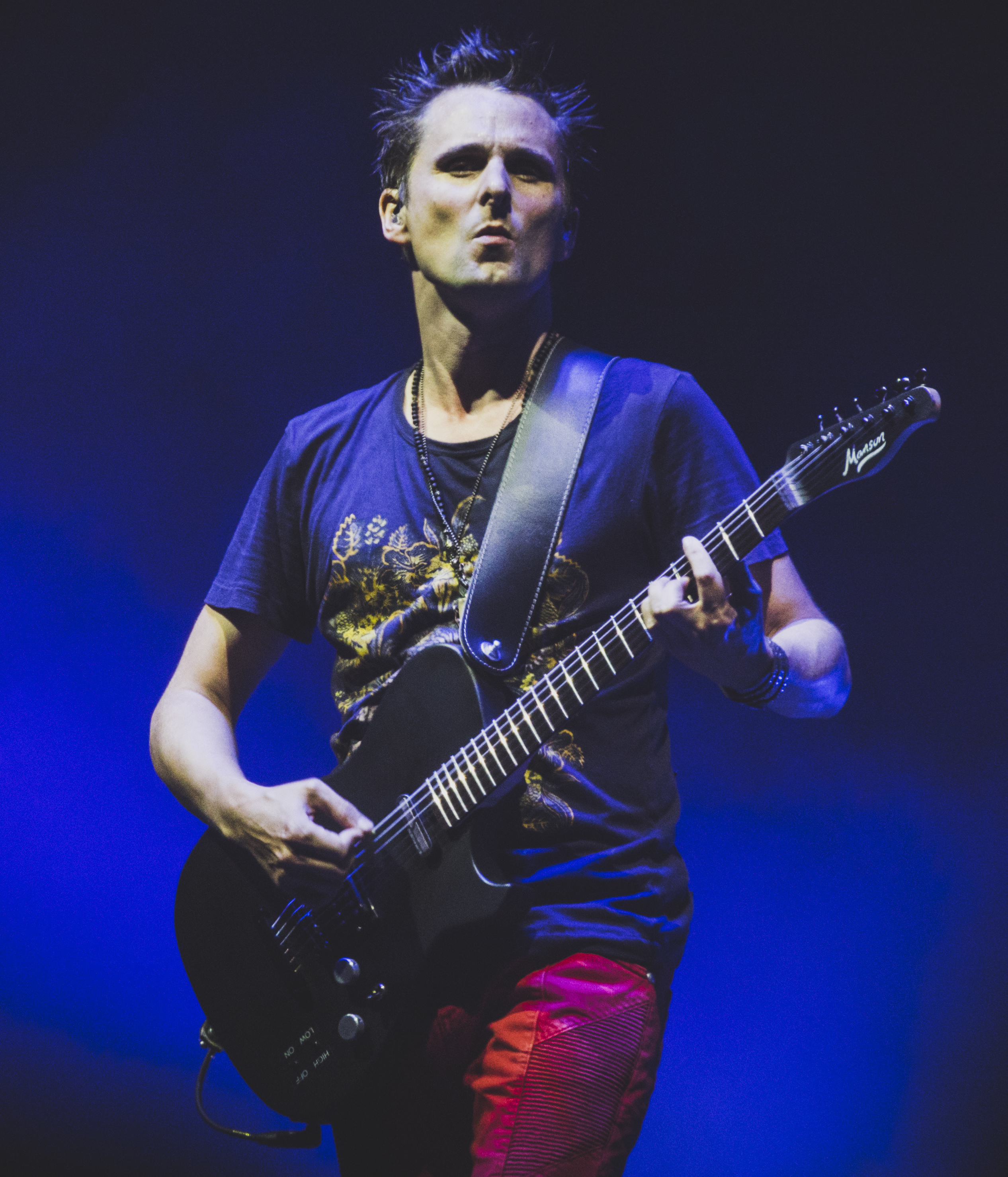
Метью Белламі (англ. Matthew James Bellamy) — вокал, гітара, клавішні, клавітара
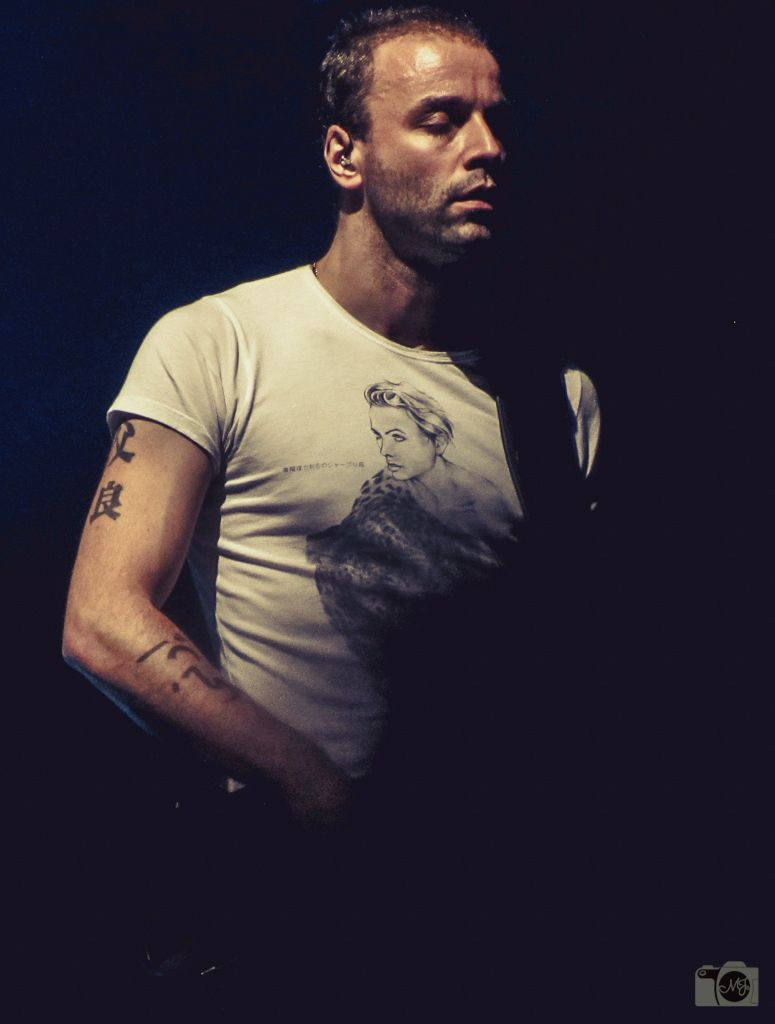
Кріс Волстенголм (англ. Christopher Tony Wolstenholme) — бек-вокал, бас-гітара, губна гармошка, синтезатор, контрабас
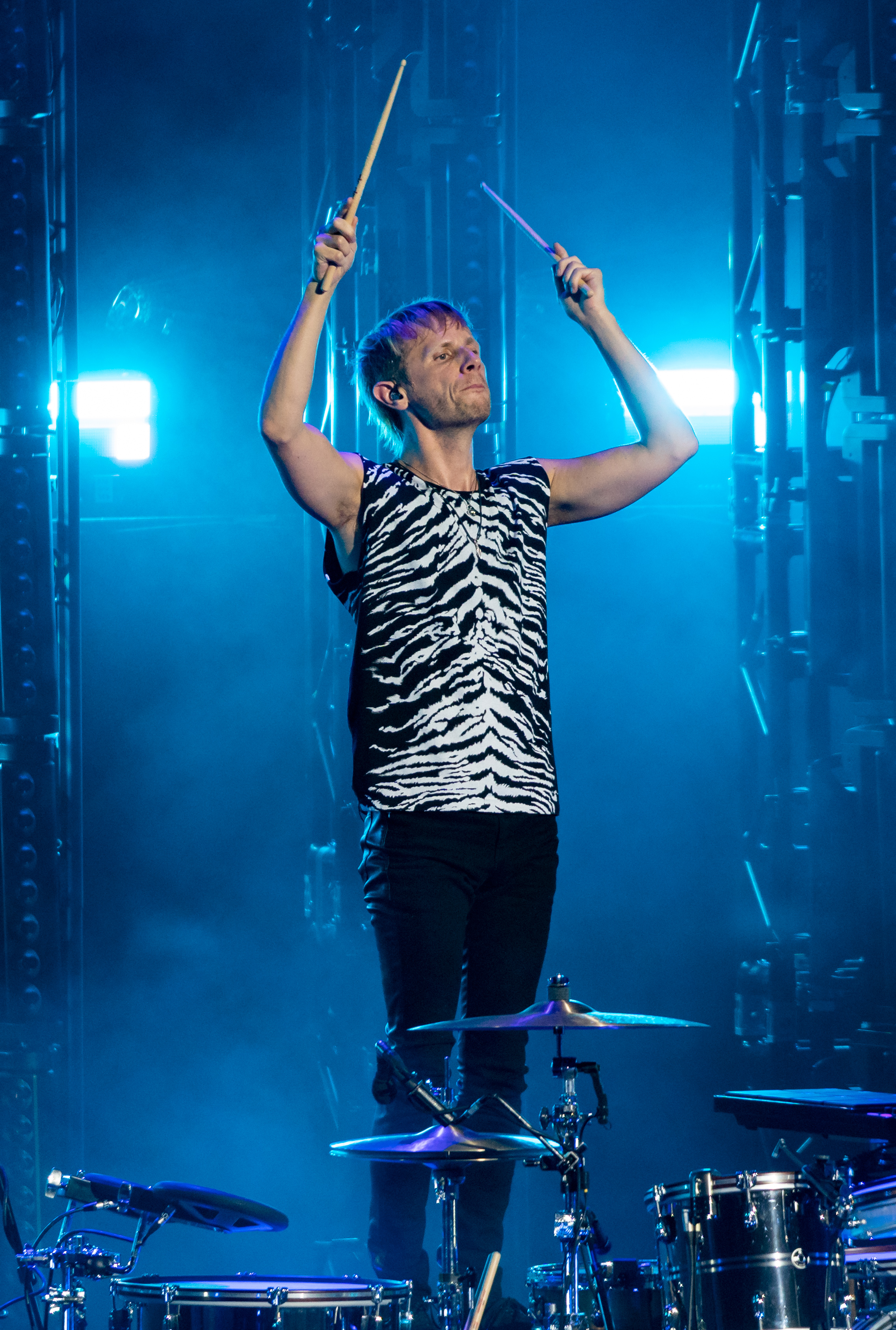
Домінік Джеймс Говард (англ. Dominic Howard) — барабани, перкусія.

### Сесійні музиканти
- Морган Ніколлз — клавіатура, семпли, бек-вокал, перкусія, бас (2004, 2006—2009, 2009—наш час).
- Алессандро Кортіні — клавішні, семпли, бек-вокал, перкусія (2009).

## Музичний стиль
Музика Muse дуже різноманітна. Крім основи альтернативного року, вона вбирає в себе елементи різних напрямів. Серед найбільш пізнаваних рис групи — надзвичайно високий вокал (фальцет) Метта Белламі, гітарні рифи, часте використання фортепіано, оркестрове аранжування.
Кожен альбом має своє звучання: перші три мали більш роковий напрям, а у четвертому проявилися електронні звуки; п'ятий написаний у стилі симфонічного року, а шостий — взагалі електронний з використанням дабстепу, у той час, як сьомий альбом знову роковий.
Найбільший рок-вплив на Muse мали гурти Queen, Nirvana і RATM, а також Джимі Гендрікс, Прінс, Рей Чарлз та Джеф Баклі. Вплив від класичної музики також помітний. Белламі неодноразово підтверджував у різних інтер'ю, що він є шанувальником таких композиторів, як Сергій Рахманінов, Фридерик Шопен, Гектор Берліоз і Франсіско Тарреґа.

### «Muse проти фанери»
В Інтернеті є кілька відеороликів різних телепередач, в яких гурт змушують виступати під фонограму. Приміром, на одній з таких телепередач Muse грали «Muscle Museum» з панчохами на голові, а приблизно на середині гри фронтмен гурту Меттью Белламі показово відставив середній палець руки (жест «Fuck you!») у камеру, при цьому крутячи і виробляючи різні «фокуси» рукою з відставленим середнім пальцем. Зрозуміло, в такому вигляді телепередача не могла вийти в ефір.

На виступі на італійській телепередачі Quelli che il calcio музиканти вирішили висловити свій протест проти фонограми, помінявшись перед виступом інструментами: соліст та гітарист Меттью Белламі сів за ударні, ударник Домінік Говард встав з бас-гітарою до мікрофона, а бас-гітарист Кріс Волстенголм взяв гітару та сів за клавішні. Після виступу ударник дав інтерв'ю як фронтмен. Під час зйомок ніхто не запідозрив недобре, тож в такому вигляді передача й вийшла в ефір. Про їх вчинок розповідали в новинах, а відео було заблоковане на YouTube.

## Триб'юти
- The Pretty Reckless записали кавер на пісню «Time Is Running Out».
- 2Cellos виконують такі пісні «Resistance» (2Cellos), «Hysteria» (Celloverse), «Supermassive Black Hole» за участі Наї Рівери (In2ition).
- The Rasmus виконували «Unintended» на своїх концертах у 2009 році.
- Рене Флемінг переспівала пісню «Endlessly» і випустила її в альбомі Dark Hope.
- Рамін Карімлу[en] переспівав пісню «Guiding Light» і випустив її на дебютному альбомі Ramin[en] (2012).
- Arcane Roots[en] виконали пісню «New Born» на сесії BBC Radio 1 та виконували її на своїх концертах у 2017 році.[111]
- Тар'я Турунен переспівала «Supremacy» (The Shadow Self).
- Том Дайс виконував «Madness» на концертах у 2013 році.
- Пісню «Starlight» співав Адам Ламберт, The Killers виконали її на Lollapalooza 2017.
- Пісню «Supermassive Black Hole» переспівав Річард Чіз (Richard Cheese and Lounge Against the Machine) та випустив на альбомі Supermassive Black Tux, Enter Shikari виконали її у програмі Live Lounge[en] 2015 року[112].

## Дискографія

### Студійні альбоми
| Дата релізу      | Назва                       |
| 28 вересня 1999  | Showbiz                     |
| 17 липня 2001    | Origin of Symmetry          |
| 29 вересня 2003  | Absolution                  |
| 3 липня 2006     | Black Holes and Revelations |
| 11 вересня 2009  | The Resistance              |
| 1 жовтня 2012    | The 2nd Law                 |
| 8 червня 2015    | Drones                      |
| 9 листопада 2018 | Simulation Theory           |
| 26 серпня 2022   | Will of the People          |

### Концертні альбоми
| Дата релізу       | Назва                        |
| 1 липня 2002      | Hullabaloo Soundtrack        |
| 17 березня 2008   | H.A.A.R.P.                   |
| 29 листопада 2013 | Live at Rome Olympic Stadium |

### Мініальбоми
| Дата релізу       | Назва                              |
| 11 травня 1998    | Muse (ЕР)                          |
| 11 січня 1999     | Muscle Museum (EP)                 |
| 4 жовтня 2000     | Random 1-8                         |
| 15 листопада 2012 | Summer Stadiums 2010               |
| 24 вересня 2015   | Live at Koln — Gloria Theatre (ЕР) |

## Концерти

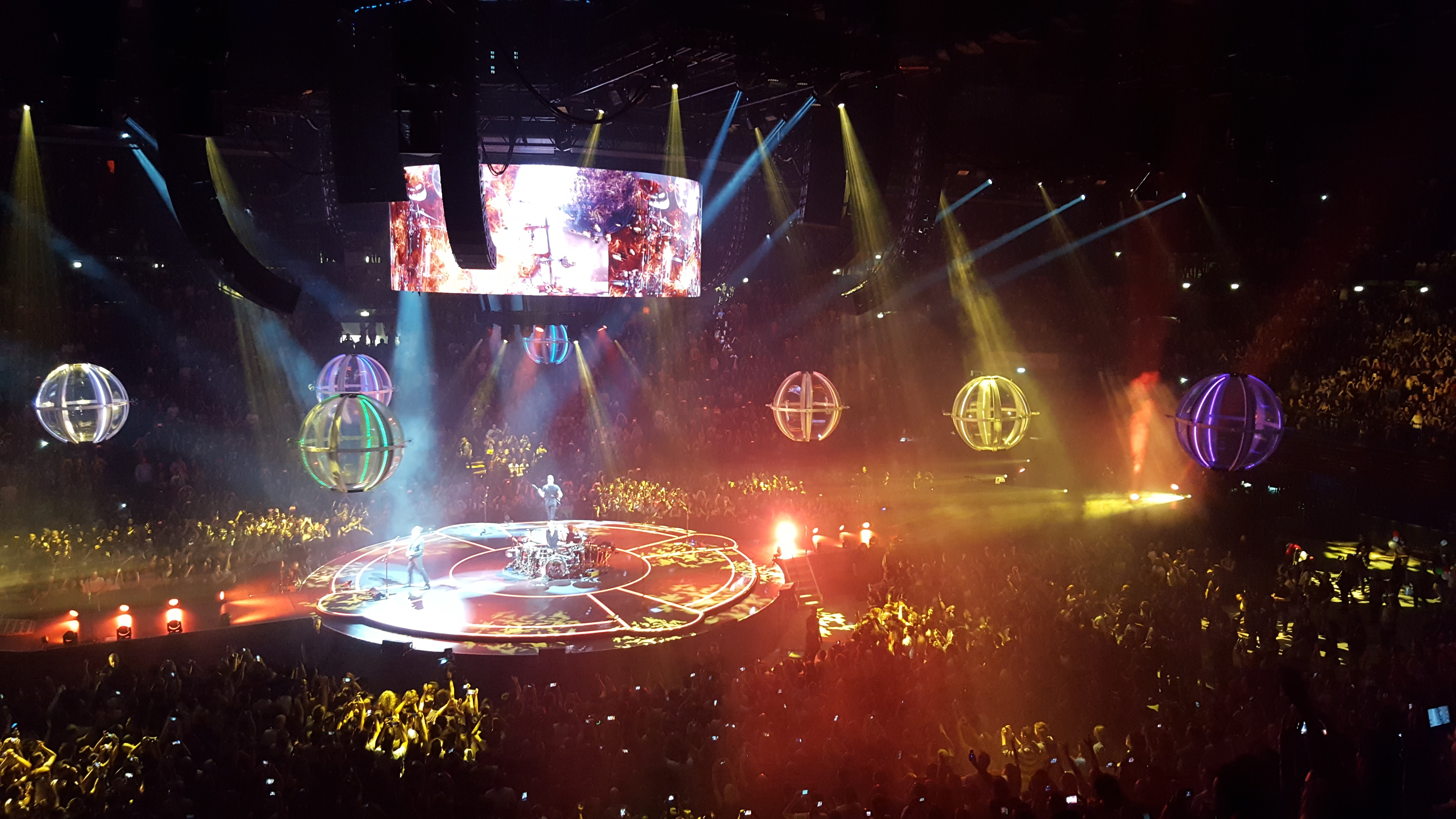
Виступ в рамках туру The Drones World Tour

Muse дуже високо цінують саме за живі виступи, тому їх неодноразово нагороджували за це. Гурт завжди намагається зробити зі своїх концертів шоу, використовуючи найпрогресивніші технології.

### Концертні тури
- Showbiz tour (1998—2000)
- Origin of Symmetry tour (2000-02)
- Absolution tour (2003-04)
- US Campus Invasion Tour 2005 (2005)
- Black Holes and Revelations Tour (2006–08)
- The Resistance Tour (2009–11)
- The 2nd Law World Tour (2012–14)
- Psycho Tour (2015)
- Drones World Tour (2015–16)
- North American Tour (2017)

Концерти в Україні
- 13 жовтня 2007 — Київ, Палац Спорту[113]
- 24 травня 2011 — Київ, Палац Спорту[39]
- 8 липня 2016 — Київ, НСК «Олімпійський» — U-Park Festival[72]

### Книги
- Beaumont, Mark (2010). Out of This World: The Story of Muse (вид. 2). Лондон: Omnibus Press. ISBN 978-1-84772-377-2. Архів оригіналу за 11 грудня 2015. Процитовано 8 грудня 2015.
- Myers, Ben (2007). Muse: Inside the Muscle Museum. Independent Music Press. ISBN 978-0955282256. Архів оригіналу за 2 лютого 2018. Процитовано 4 лютого 2018.